# Занзібар (автономія)

Занзібар

Занзіба́р (суах. Jamhuri ya Watu wa Zanzibar — дослівно: Народна Республіка Занзібар) — напівавтономія у складі Об'єднаної Республіки Танзанія, створеної шляхом об'єднання колишніх колоній «Танганьїка» і «Занзібар». Включає два основні острови — Унгуджа та Пемба.
Адміністративний центр — місто Занзібар (257 тисяч жителів (2003)).

## Історія
У Середньовіччі на Занзібарі була поширена торгівля невільниками зі Східної Африки. З часом работоргівля зосередилася у руках арабських торговців з Оману, що склали ядро місцевої аристократії. У XVI столітті Занзібар разом із Момбасою входить до складу колоніальних володінь Португалії. У середині XVII століття оманські араби оговталися від удару, завданого появою європейських колонізаторів, і стали витісняти їх із західної частини Індійського океану. На Занзібарі влада султану довгий час залишалася номінальною.
До 1853 року наймогутніший з оманських султанів Саїд ібн Султан встановив контроль над значними ділянками африканського узбережжя і переніс свою столицю з Маскату на Занзібар. Острів переживав новий підйом, пов'язаний зі збільшеним попитом на слонову кістку і рабів — товари, які поставлялися на місцеві ринки з Африки. При султані на Занзібарі велося широке будівництво; архітектурні пам'ятники острова внесені ЮНЕСКО до Списку всесвітньої спадщини.
У 1861 році Занзібарський султанат відокремився від оманського, а у 1890 році він став британським протекторатом.
10 грудня 1963 року британський уряд передав Занзібар арабському султанові і Занзібар було проголошено незалежною державою. Після відходу британців на острові 12 січня 1964 року почалося повстання: чорне населення не захотіло бути під владою арабів і скинуло їх. Занзібарська революція супроводжувалася масовими вбивствами арабів, індійців і європейців. Відзначалися випадки канібалізму. Біле населення, що лишилися в живих змушене було рятуватися втечею.

## Статус
26 квітня 1964 року влада Занзібару і Танганьїки підписали угоду про створення єдиної держави — Об'єднаної Республіки Танганьїки і Занзібару. 29 жовтня 1964 року назва офіційно скоротили до «Об'єднана Республіка Танзанія».
Глава Занзібару — Ахмад Абейд Карум — отримав статус президента Занзібару, будучи одночасно віце-президентом Танзанії. У його веденні залишалися внутрішні справи архіпелагу, у той час як зовнішня політика перейшла у відання Танзанії.
З 2005 року Занзібар має власний прапор і парламент. Зберігся і статус президента Занзібару.
Президент Занзібару є головою Революційного уряду Занзібару, який є напівавтономним урядом у Танзанії. Президент Занзібару є також головою Революційної ради, члени якого призначаються президентом, і деякі з яких повинні бути обрані з Палати представників Занзібару. Президент обирається на 5 років і може бути переобраний тільки один раз.
Палата представників Занзібару є законодавчим органом напівавтономних островів Занзібар. Утворена після виборів, що відбулися 30 жовтня 2005 року, і має у цілому 81 член, з яких 50 обираються прямим голосуванням в одномандатних округах з використанням простої більшості, 10 додаткових членів призначаються Президентом Занзібару, 5 місць зарезервовані для призначених урядом регіональних (обласних) уповноважених, 15 місць зарезервовано для жінок і заповнюються на партійній основі та 1 місце зарезервовано для Генерального прокурора Занзібару.
Революційна Рада Занзібару поряд з Палатою представників складають напівавтономний Революційний уряд Занзібару. Головна роль Ради полягає у наданні консультативної допомоги Президенту Занзібару, який є і головою уряду.
Революційна Рада складається з таких членів:
- Президент Занзібару, який є головою Ради
- Головний міністр революційного уряду Занзібару
- Всі Міністри Революційного уряду Занзібару
- Інші члени, що призначаються президентом Занзібару

### Мови

#### Суахілі
Жителі Занзібара говорять в основному на суахілі (кісуахілі) — найбільшій мові групи банту і державній мові Танзанії. Примітно, що саме кіунгуджа (kiunguja), варіант суахілі, на якому говорять на Занзібарі, є літературною нормою не тільки для жителів Танзанії, але і для всіх суахілімовних країн.  Хоча низка джерел стверджує, що занзібарці також вільно розмовляють рядом інших мов, включно з арабською, французькою та італійською, сьогодні це не зовсім так.

#### Арабська
На сьогоднішній день на Занзібарі вживають три різновиди арабської мови: літературна арабська, оманська арабська та хадрамуатський діалект арабської (пов'язаний з регіоном Хадрамаут у Південному Йемені). Незважаючи на відносну близькість оманського та хадрамійського арабського, носії цих діалектів не створили жодного уніфікованого варіанту, який би поєднував характерні риси обох. У той час як хадрамійський варіант майже зник (на ньому говорять не більше двох десятків людей), арабська Амана вважається більш уживаною, хоча і на ній говорить дуже обмежена кількість людей. Поряд з цим, літературна арабська зберігає за собою престижну, статусну роль. В цілому ж, арабська мова яка протягом століть грав роль однієї з ключових мов на Занзібарі, тепер практично повністю витіснена суахілі, основне щоденне спілкування відбувається саме на ньому.

## Адміністративний поділ

Регіони Танзанії, включаючи і 5 регіонів Занзібару

Занзібар у складі Об'єднаної Республіки Танзанія є напівавтономію, що включає п'ять регіонів Танзанії:
| № | Регіон (мкоа)      | Суахілі          | Адм. центр | Площа, км² | Населення, чол. (2012) | Щільність, чол./км² |
| - | ------------------ | ---------------- | ---------- | ---------- | ---------------------- | ------------------- |
| 1 | Пемба Північна     | Kaskazini Pemba  | Вете       | 574        | 211 732                | 368,87              |
| 2 | Пемба Південна     | Kusini Pemba     | Мкоані     | 332        | 195 116                | 587,70              |
| 3 | Занзібар Північний | Kaskazini Unguja | Мкокотоні  | 470        | 187 455                | 398,84              |
| 4 | Занзібар Південний | Kusini Unguja    | Коані      | 854        | 115 588                | 135,35              |
| 5 | Занзібар Західний  | Mjini Magharibi  | Занзібар   | 230        | 593 678                | 2581,21             |
|   | Занзібар           | Zanzibar         | Занзібар   | 2460       | 1 303 569              | 529,91              |

У свою чергу, кожен регіон має по 2 округи. Тобто, всього 10 округів:
- Касказіні «А» або Північний «А» (Kaskazini «A») — північ Північного Занзібару (102 279 осіб, 2009),
- Касказіні «Б» або Північний «Б» (Kaskazini «B») — південь Північного Занзібару (69 243 осіб, 2009),
- Каті (Kati) або Центральний Занзібар (72 628 осіб, 2009),
- Кусіні (Kusini) або Південний Занзібар (37 555 осіб, 2009),
- Магарібі (Magharibi) або Західний Занзібар (205 748 осіб, 2009),
- Мжіні (Mjini) або Занзібар-місто (129 097 осіб, 2009),
- Мічевені (Micheweni) — північ Пемби Північної (110 729 осіб, 2009),
- Вете (Wete) — південь Пемби Північної (133 030 осіб, 2009),
- Чаке-Чаке (Chake Chake) — північ Пемби Південної (115 231 осіб, 2009),
- Мкоані (Mkoani) — південь Пемби Південної (120 841 осіб, 2009).

## Галерея

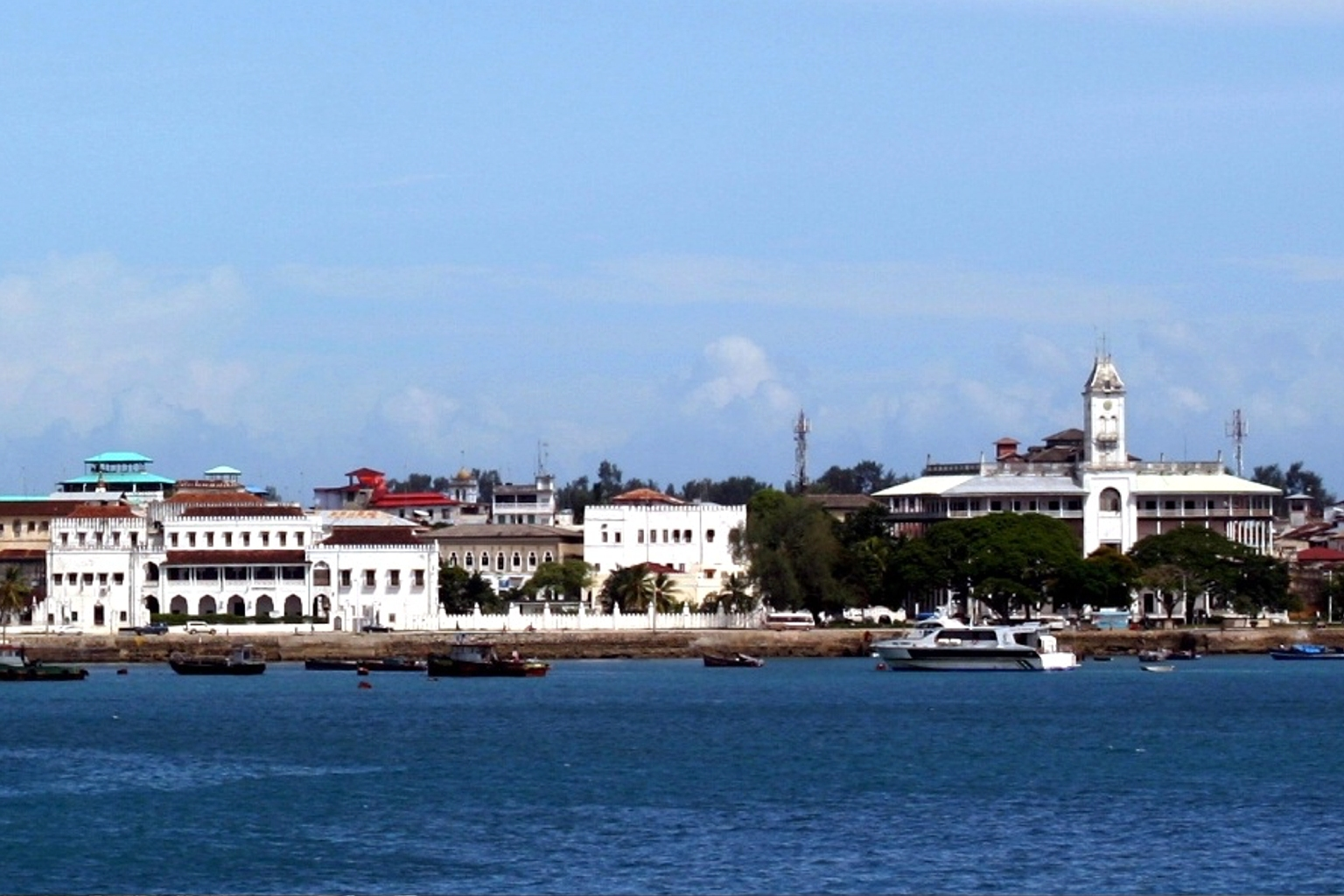
Набережна міста Занзібар з палацом султана
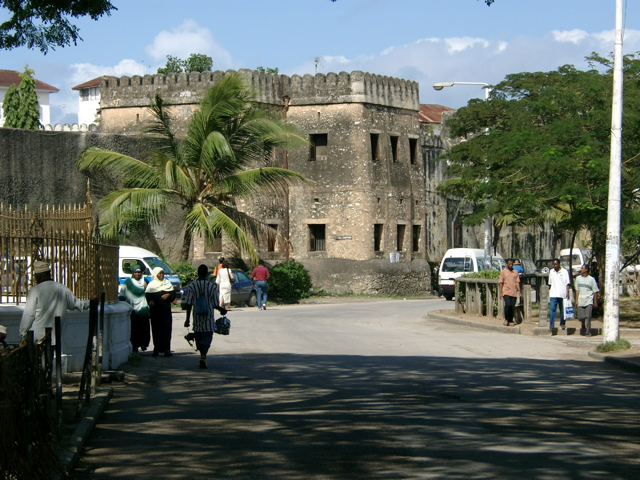
Арабський форт у Занзібарі